# Kępa Gocławska

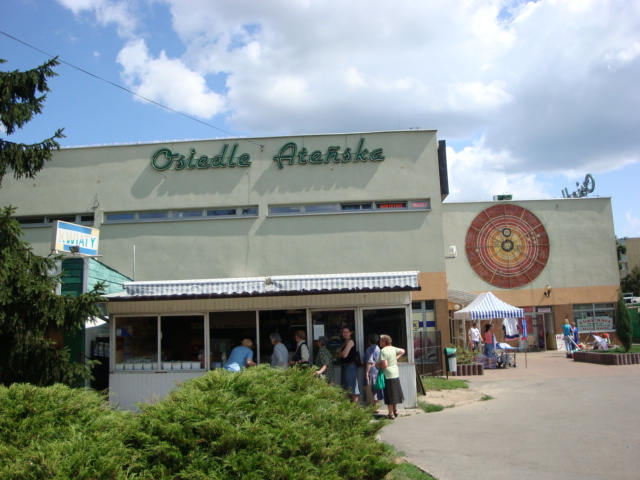
Pawilon handlowy w osiedlu Ateńska

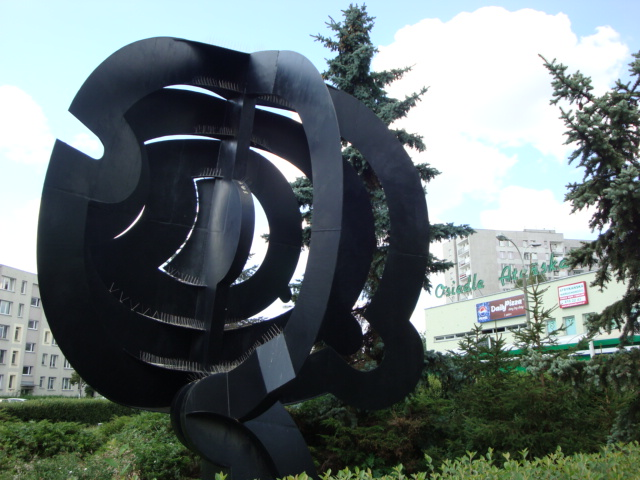
Kompozycja Ad Astra autorstwa Macieja Szańkowskiego

Kępa Gocławska – część warszawskiej dzielnicy Praga-Południe położona na południowy zachód od Gocławia, znajdująca się między ulicami Marokańską a Trasą Łazienkowska. Na jej terenie znajduje się osiedle Ateńska, część osiedla Jantar i Rodzinne Ogrody Działkowe Gocław.

## Historia
Pierwsze wzmianki o tym terenie datuje się na połowę XVII wieku kiedy to Gocław i Kępa Gocławska liczyły 16 domów (1775). Do końca XVIII wieku teren był częścią dóbr kamionkowskich, które były własnością biskupów płockich (z nadania książęcego). W 1780 r. została kupiona przez króla Stanisława Augusta Poniatowskiego. Następnie stała się własnością bratanka króla – księcia Stanisława Poniatowskiego (1754–1833).
Po 1795 r. stała się własnością skarbu państwa.
Teren Kępy Gocławskiej był prawie niezasiedlony z powodu częstych wylewów Wisły (m.in. w 1909 r.). W 1912 r. mieszkało tam 25 osób. 
8 kwietnia 1916 generał-gubernator Hans Hartwig von Beseler wydał rozporządzenie włączające do Warszawy (od 1 kwietnia 1916) m.in. Kępę Gocławską, znajdującą się w tamtym czasie w gminie Wawer
W latach 1969–1974 powstało tam osiedle Kępa Gocławska. Zbudowano je według projektu A. Stefańskiego. Ma ono powierzchnię ok. 14 ha, na której rozmieszczone są budynki 5-11 piętrowe. Granice jego wyznaczają ulice: Saska, Egipska i al. Stanów Zjednoczonych.
Z sytuacją zmian zachodzących w strukturze społecznej Saskiej Kępy, w związku z budową na początku lat 70. blokowisk na jej obrzeżach, związane jest pojęcie Chamowa, które było wyrazem dezaprobaty mieszkańców dzielnicy wobec nowej sytuacji. Pojęcie to utrwalił w swojej twórczości mieszkający na Kępie Gocławskiej Miron Białoszewski.
Kępą Gocławską nazywana jest również część tarasu zalewowego zlokalizowanego po prawej stronie Wisły. Znajduje się ona pomiędzy: Jeziorem Gocławskim, a łachą Koło. Nazywana dawniej Kępą Wiślaną. Na jej obszarze znajduje się fragment lotniska Gocław i południowa część osiedla Saska Kępa.